# Argenton-l'Église
Pour les articles homonymes, voir Argenton.
Argenton-l'Église est une ancienne commune du Centre-Ouest de la France située dans le département des Deux-Sèvres, en région Nouvelle-Aquitaine. Depuis le 1er janvier 2019, elle est intégrée à la commune nouvelle de Loretz-d'Argenton.

## Géographie
Le territoire de la commune forme une large plaine fertile, d'usage essentiellement agricole, avec seulement quelques bois près du bourg de Bagneux au nord-est, les principaux espaces naturels étant constitué par les rives boisées des deux rivières qui la baignent.
À l'est, l'essentiel de la frontière de la commune avec les communes de Sainte-Verge et Saint-Martin-de-Sanzay est constitué par la rivière le Thouet (un des derniers affluents en rive gauche de la Loire).
Le plus gros village de la commune d'Argenton-l'Église est situé sur le cours de la rivière l'Argenton (affluent du Thouet) qui traverse la commune et forme l'essentiel de sa frontière ouest, avant de former son confluent au nord sur la commune voisine de Saint-Martin-de-Sanzay juste à la limite du nord du département des Deux-Sèvres avec le Maine-et-Loire : l'Argenton forme la frontière au nord-ouest avec la commune de Bouillé-Loretz, et au sud-ouest avec la commune de Bouillé-Saint-Paul. Aujourd'hui l'ancien bourg de la Couture forme un quartier sud de l'agglomération de ce village, et le côté ouest de l'Argenton forme le bourg de Vilgué.
D'autres bourgs inclus dans le territoire d'Argenton-l'Église sont :
- Au nord du village principal de chaque côté de l'Argenton, les bourgs du Petit Sault et le Grand Sault ;
- Bagneux au nord-est et son lieu-dit de les Places ;
- Gatevinère et Taizon isolés à l'est le long de la frontière avec la commune de Saint-Martin-de-Sanzay ;
- La Gouraudière et Vauzelle, Champigny et Pernange, des hameaux isolés au sud.

La commune est également limitrophe au sud-sud-ouest de la commune de Mauzé-Thouarsais, et sur une très courte distance à l'extrême sud avec Sainte-Radegonde.
Le principal axe de communication est la route départementale 61 qui la relie depuis le sud avec Thouars et continue vers l'ouest en direction du Maine-et-Loire via Vihiers soit vers Cholet, soit vers Chemillé-Melay.
Depuis l'est de la commune (à partir du bourg de Taizon), la départementale 37 (partant de Thouars vers le nord) la relie à la frontière nord du département avec le Maine-et-Loire, en direction de Doué-la-Fontaine (en continuant au nord par la D 87) ou de Montreuil-Bellay (en continuant au nord-est par la D 88).

## Toponymie
Du mot gaulois argento « argent » (le métal ou la couleur), accompagné du mot gaulois magos. Le mot gaulois magos a d'abord désigné un simple champ, puis un champ de foire, un marché et enfin le village ou la ville qui se développe autour de ce marché.

## Histoire
Sous l'Ancien Régime, la paroisse d’Argenton-les-deux-Églises dépendait de la sénéchaussée de Saumur. Le village relevait cependant à la fois des marches d'Anjou et du Poitou.
Appelée Argentum à l'époque gallo-romaine, la commune apparaît dans les archives pour la première fois sous le nom d'Argenton-les-Deux-Églises.
Au XVe siècle, la seigneurie d'Argenton-l'Église était rattachée à la vicomté de Thouars qui appartenait à la famille d'Amboise.
À la Révolution française, elle fut aussi nommée Argenton-les-Deux-Rivières car elle est traversée par l'Argenton et le Thouet.
Argenton-l'Église s'est construite au cours des siècles sur une plaine calcaire dans laquelle ces deux rivières ont creusé de profondes vallées.
Au 1er janvier 1973 (arrêté préfectoral du 15 décembre 1972), l'ancienne commune de Bagneux devient commune associée à Argenton-l'Église. Cependant, Bagneux reste attachée au canton de Thouars-2 alors que la commune initiale d'Argenton-l'Église dépend de celui d'Argenton-les-Vallées.
Le 1er janvier 2019, elle fusionne avec Bouillé-Loretz pour constituer la commune nouvelle de Loretz-d'Argenton.

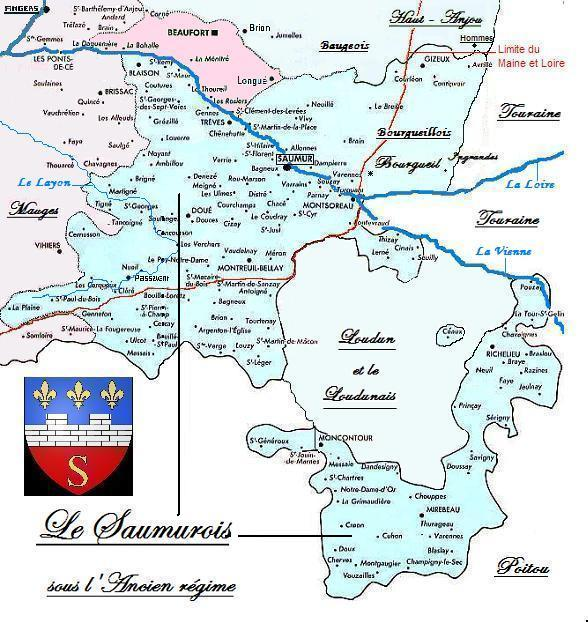
Argenton-l'Église dans la sénéchaussée de Saumur sous l'Ancien Régime.

## Politique et administration
| Période                                  | Période  | Identité             | Étiquette | Qualité |
| ---------------------------------------- | -------- | -------------------- | --------- | ------- |
| Les données manquantes sont à compléter. |          |                      |           |         |
| janvier 2019                             | En cours | Louis-Marie Grégoire | DVD       |         |

| Période                                  | Période | Identité             | Étiquette | Qualité |
| ---------------------------------------- | ------- | -------------------- | --------- | ------- |
| Les données manquantes sont à compléter. |         |                      |           |         |
| 1826                                     | 1829    | Pierre Pairreau      |           |         |
| 1829                                     | 1851    | Pierre Billault      |           |         |
| 1851                                     | 1876    | Henri Soulet         |           |         |
| 1876                                     | 1886    | Jean Poirault        |           |         |
| 1886                                     | 1919    | Aristide Poirault    |           |         |
| 1919                                     | 1920    | Pierre Boucheteau    |           |         |
| 1920                                     | 1935    | Marcel Angignard     |           |         |
| 1935                                     | 1959    | Clément Grellier     |           |         |
| 1959                                     | 1971    | Joseph Mimault       |           |         |
| 1971                                     | 1983    | Michel Boisson       |           |         |
| 1983                                     | 1990    | Guy Bernardeau       |           |         |
| 1990                                     | 1995    | Guy Lefièvre         |           |         |
| 1995                                     | 2001    | Michel Boisson       | DVD       |         |
| 2001                                     | 2007    | Jean Lachaume        | DVD       |         |
| 2007                                     | 2009    | Jean Lachaume        | DVD       |         |
| 2010                                     | 2018    | Louis-Marie Grégoire | DVD       |         |

## Population et société

### Démographie
En 1973, Bagneux et Argenton-l'Église fusionnent par association ; l'association préserve leurs territoires respectifs et leurs villages-centres, tout en partageant les services municipaux, dont l'essentiel est cependant géré dans le village principal d'Argenton-l'Église.

### Avant la fusion des communes de 1973
| 1793 | 1800 | 1806 | 1821 | 1831 | 1836 | 1841 | 1846 | 1851 |
| ---- | ---- | ---- | ---- | ---- | ---- | ---- | ---- | ---- |
| 253  | 262  | 291  | 257  | 273  | 273  | 254  | 261  | 264  |

| 1856 | 1861 | 1866 | 1872 | 1876 | 1881 | 1886 | 1891 | 1896 |
| ---- | ---- | ---- | ---- | ---- | ---- | ---- | ---- | ---- |
| 266  | 244  | 290  | 278  | 284  | 296  | 292  | 305  | 304  |

| 1901 | 1906 | 1911 | 1921 | 1926 | 1931 | 1936 | 1946 | 1954 |
| ---- | ---- | ---- | ---- | ---- | ---- | ---- | ---- | ---- |
| 315  | 341  | 317  | 240  | 276  | 258  | 257  | 265  | 295  |

| 1962 | 1968 | - | - | - | - | - | - | - |
| ---- | ---- | - | - | - | - | - | - | - |
| 284  | 258  | - | - | - | - | - | - | - |

| 1793 | 1800 | 1806 | 1821 | 1831 | 1836 | 1841 | 1846 | 1851 |
| ---- | ---- | ---- | ---- | ---- | ---- | ---- | ---- | ---- |
| 775  | 932  | 924  | 882  | 915  | 909  | 877  | 824  | 841  |

| 1856 | 1861 | 1866 | 1872 | 1876 | 1881 | 1886 | 1891 | 1896 |
| ---- | ---- | ---- | ---- | ---- | ---- | ---- | ---- | ---- |
| 864  | 909  | 465  | 889  | 926  | 953  | 990  | 951  | 934  |

| 1901 | 1906 | 1911 | 1921 | 1926 | 1931 | 1936 | 1946 | 1954  |
| ---- | ---- | ---- | ---- | ---- | ---- | ---- | ---- | ----- |
| 969  | 989  | 997  | 903  | 921  | 931  | 945  | 956  | 1 006 |

| 1962  | 1968  | - | - | - | - | - | - | - |
| ----- | ----- | - | - | - | - | - | - | - |
| 1 277 | 1 267 | - | - | - | - | - | - | - |

### Après la fusion des communes
À partir du XXIe siècle, les recensements réels des communes de moins de 10 000 habitants ont lieu tous les cinq ans. Pour Argenton-l'Église cela correspond à 2007, 2012, etc. Les autres dates de « recensements » (2006, 2009, etc.) sont des estimations légales.
| 1975  | 1982  | 1990  | 1999  | 2006  | 2007  | 2012  | 2016  |
| ----- | ----- | ----- | ----- | ----- | ----- | ----- | ----- |
| 1 418 | 1 473 | 1 491 | 1 479 | 1 575 | 1 588 | 1 632 | 1 630 |

## Culture locale et patrimoine

### Lieux et monuments

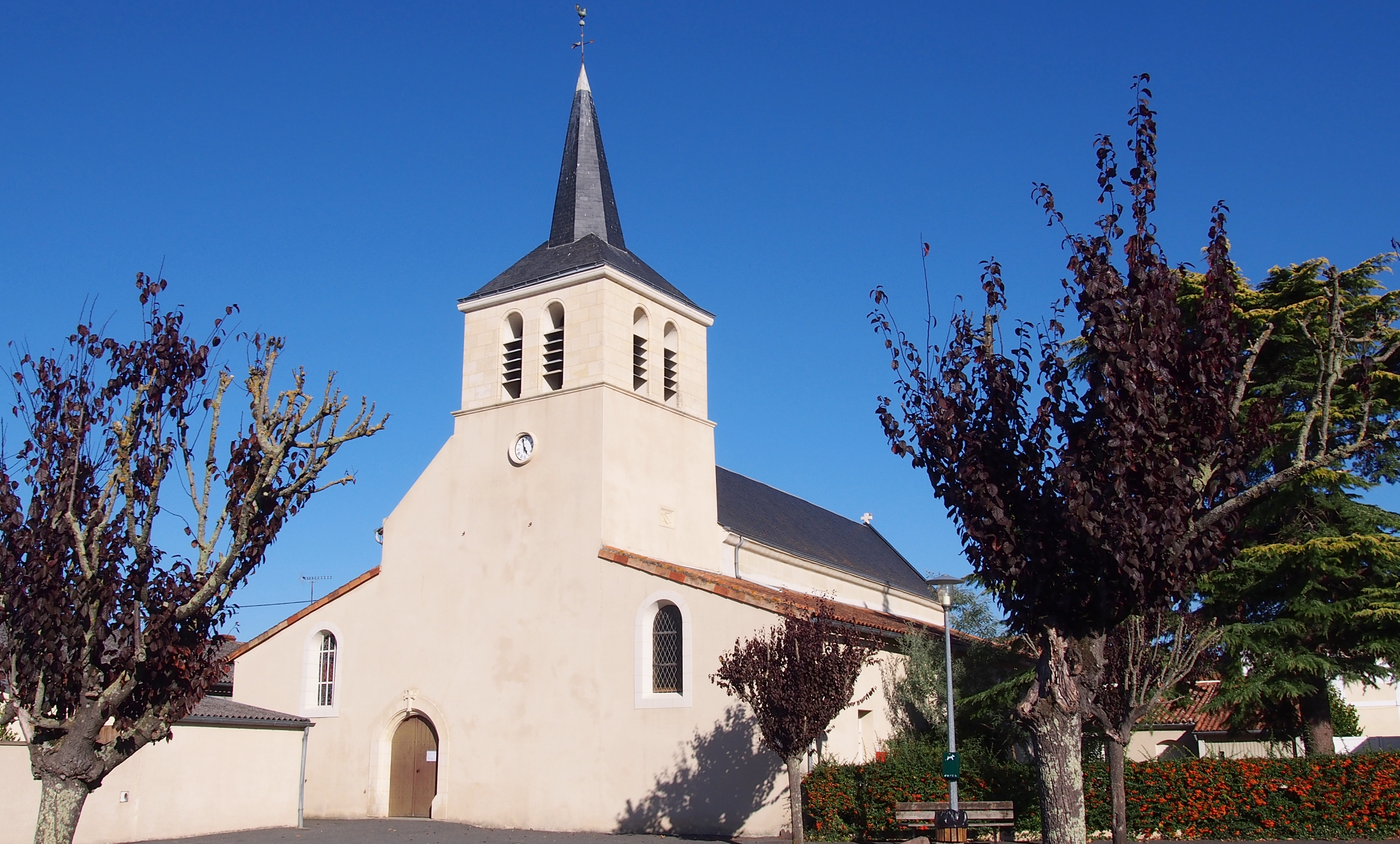
L'église Saint-Hilaire.

- Le château de la Roche, privé. Sa construction date de 1860 à 1862. Il se situe sur la D 61.
- L'église Saint-Hilaire d'Argenton-l'église.
- Église Saint-Pierre de Bagneux.

### Personnalités liées à la commune
- Germain Pichault de La Martinière, XVIIIe siècle, chirurgien personnel du roi Louis XV.